# Neutro Roberts
Neutro Roberts è un marchio di prodotti per la cura e l'igiene personale della Manetti & Roberts, azienda italiana controllata dalla multinazionale Bolton Group di Milano.

## Storia
Le origini risalgono al 1904, quando il laboratorio farmaceutico H. Roberts & Co. di Firenze - fondato nel 1843 dal farmacista inglese Henry Roberts (1819-1879) e produttore del Borotalco - lanciò sul mercato la prima saponetta solida neutra a marchio Roberts.
Nel 1921, questa azienda si fuse con un'altra nota farmacia fiorentina di proprietà di Lorenzo Manetti, dando vita ad una nuova società, la Manetti & Roberts. Fino al 1981, il termine "neutro" era usato per designare la componentistica di alcuni prodotti, e venne trasformato in un vero e proprio marchio denominato Neutro Roberts.
Nel corso degli anni la gamma dei prodotti Neutro Roberts si allargò dal sapone solido a shampoo, deodoranti, bagnoschiuma e saponi liquidi. Nel 2007, viene lanciata la linea di prodotti Intensive Beauty, che due anni più tardi ottiene riconoscimento come Prodotto dell'anno 2009 nel segmento "cura del corpo".

## Informazioni e dati
Neutro Roberts è il principale marchio della Manetti & Roberts di prodotti per la cura e l'igiene personale (saponi liquidi, saponi solidi, bagnoschiuma, shampoo, olii doccia, deodoranti, bastoncini cotonati e detergenti intimi), ed uno dei più noti nel mercato italiano.